# Coinage Act of 1853
Pour les articles homonymes, voir Coinage Act.
La loi sur les pièces de monnaie de 1853, également appelée Coinage Act de 1853, est une loi adoptée par le Congrès des États-Unis qui a réduit la teneur en argent des pièces d'argent de 5 cents, de 10 cents, et d'un quart de dollar et d'un demi-dollar et autorise une pièce d'or de 3 dollars. Bien que visant à stabiliser la pénurie d'argent du pays, elle a en fait poussé les États-Unis à abandonner complètement le bimétallisme et à adopter l'étalon-or.
Les petites dénominations (en) d'argent aux États-Unis sont en train de disparaître, car la valeur des lingots d'argent dépasse de loin la valeur nominale des pièces d'argent américaines. En réponse, le Congrès débat d'un projet de loi qui surévaluerait la plupart des formes de pièces en argent et autoriserait la Monnaie des États-Unis à acheter des lingots pour les nouvelles pièces. La législation réduit la teneur en argent de la plupart des pièces de monnaie en argent de sept pour cent et est promulguée le 21 février 1853.
La loi de 1853 augmente la circulation des petites pièces de monnaie, mettant fin à la crise de pénurie d'argent aux États-Unis, et permet d'assurer un approvisionnement adéquat en pièces d'argent pour la première fois dans l'histoire du pays. Cependant, au début de la guerre de Sécession, la plupart des pièces métalliques sont thésaurisées et le pays passe en grande partie aux billets verts. C'est en 1873 que le débat entre l'argent et l'or sera enfin résolu, toutes les prétentions au bimétallisme ayant été remplacées en faveur de l'étalon-or.

## Contexte

### Loi de 1834
Depuis 1792, l'argent et l'or ont tous deux cours légal aux États-Unis et les citoyens peuvent déposer l'un ou l'autre de ces métaux sous forme de lingots à la Monnaie, qui donne alors au déposant des pièces d'or ou d'argent selon un rapport de poids légalement défini entre l'or et l'argent, respectivement, et les dollars. Cette norme bimétallique est sujette à l'instabilité, car la valeur des lingots d'or et d'argent peut flotter sur le marché mondial, ce qui fait que les pièces d'or et d'argent américaines sont soit surévaluées soit sous-évaluées selon les circonstances. De ce fait, la plupart de l'or et de l'argent américains sont exportés pour être vendus en lingots et la plupart des pièces de monnaie en circulation dans le pays sont d'origine étrangère.
Le président Andrew Jackson a l'intention d'augmenter la circulation de l'or et de l'argent en surévaluant légèrement l'or en 1834, en faisant correspondre la valeur de 16 onces d'argent à une once d'or. La loi de 1834 sur les pièces de monnaie est d'abord un succès, car le ratio de 16:1 de la Monnaie reste fortuitement proche du ratio du prix mondial de l'or par rapport à l'argent, limitant l'avantage que les spéculateurs peuvent tirer de la fonte des pièces d'argent et de leur vente en lingots à l'étranger tout en incitant les déposants à transformer leurs lingots d'or en pièces de monnaie. Les États-Unis connaissent un afflux net d'or et d'argent tout au long du début des années 1840, et les petites pièces d'argent deviennent le principal moyen d'échange dans les petites transactions commerciales.

### Pénurie de pièces

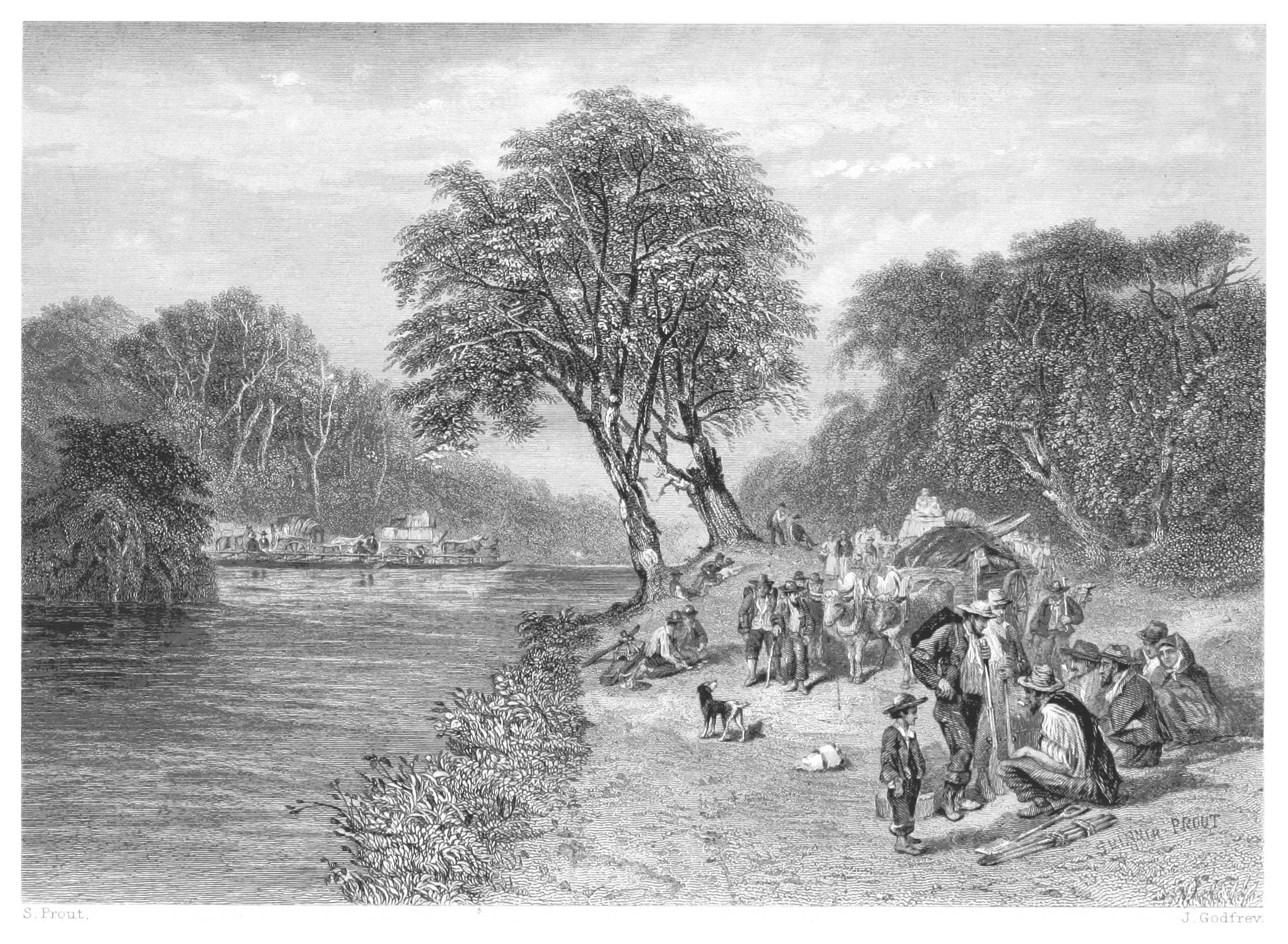
Représentation de chercheurs d'or australiens.

Cependant, en 1847, le ratio mondial d'onces d'argent par rapport à l'or tombe à 15,66:1, concurrençant ainsi le ratio légal de la Monnaie. En 1849, ce ratio se détériore considérablement avec le début de la ruée vers l'or en Californie et la découverte de nouveaux gisements d'or en Australie en 1851. Ces nouvelles découvertes ont plus que quadruplé la production annuelle d'or, qui est passée d'une moyenne de 36 millions de dollars dans les années 1840 à 155 millions de dollars en 1853.
Alors que l'or inonde les marchés monétaires du monde, son prix baisse en raison de l'augmentation de l'offre. Cela fait monter en flèche le prix de l'argent par rapport à celui de l'or. L'argent américain devient très prisé. La valeur des lingots d'argent dépassant de loin la valeur nominale des pièces d'argent américaines, la pratique de la fonte devient galopante car les spéculateurs peuvent vendre leurs pièces d'argent comme lingots pour sa valeur plus rentable sur le marché mondial. Les petites pièces d'argent, sur lesquelles les détaillants et les consommateurs comptent pour les petites transactions, commencent rapidement commencé à disparaître, obligeant certaines entreprises à payer une prime pour obtenir de la monnaie.

## Mise en place
Au début des années 1850, le Congrès débat sur de nombreuses propositions visant à dévaluer la monnaie d'argent pour surévaluer l'argent et endiguer l'écoulement du métal des États-Unis. Mais certains membres du Congrès se montrent très réticents à toute tentative d'altération de la valeur de l'argent, bien que le Congrès ait déjà établi un précédent en 1834 en dévaluant effectivement la monnaie d'or pour améliorer sa circulation.

### Intentions des auteurs du projet de loi
En décembre 1851, le département du Trésor présente un rapport qui indique que la monnaie américaine a atteint un point critique, et propose des recommandations pour réduire la teneur en argent de toutes les formes de pièces d'argent. Sur les recommandations du Trésor, un projet de loi est adopté par la Commission des finances du Sénat en mars 1852, qui réduit presque toutes les fractions de dollar américaines d'environ 7 %, mais — contrairement aux conseils du rapport du Trésor — laisse le dollar d'argent inchangé. Cette mesure vise à rendre explicite, selon les mots du président du Comité Robert M. T. Hunter, que le Comité craint de trafiquer ce qu'il considère comme la valeur inhérente de l'argent, et ne veut que s'assurer que le projet de loi est une mesure temporaire pour rétablir une certaine circulation de l'argent dans le pays. Le projet de loi ne constitue pas un changement radical, mais n'impose que la plus petite modification possible, nécessaire pour « atteindre l'objectif de conserver une monnaie d'espèce pour les petites transactions ». Malgré les objections de certains sénateurs, le projet de loi n° 271 est adopté par le Sénat et soumis à l'examen de la Chambre des représentants en décembre 1852.

### Passage par la Chambre

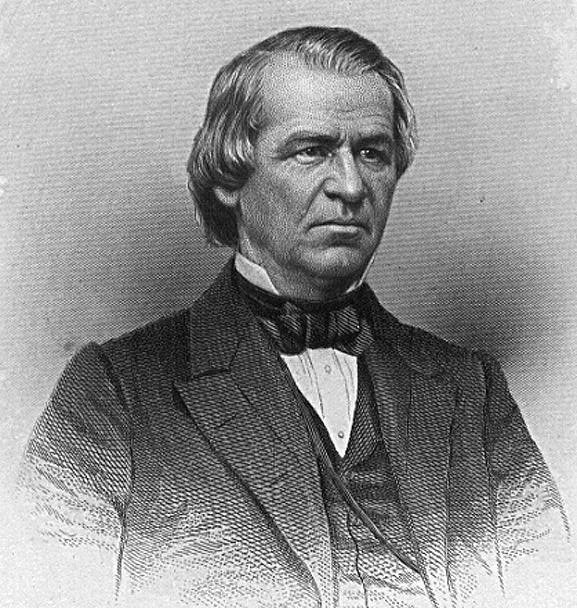
Le futur président Andrew Johnson du Tennessee l'un des nombreux membres du Congrès farouchement opposés au projet de loi

La 271e résolution du Sénat se heurte à de nombreux obstacles à la Chambre. Le représentant du Tennessee de l'époque et futur président Andrew Johnson est l'un des nombreux opposants véhéments à la proposition de dévaluer l'argent, qualifiant l'idée du Congrès de fixer la valeur de la monnaie d'exercice de « plus simple charlatanisme ». En outre, le projet de loi est grevé par de nombreux amendements de la Chambre des représentants, menés par un groupe de membres du Congrès qui souhaitent voir les États-Unis passer entièrement à l'étalon-or. L'amendement le plus important, rédigé par le représentant Cyrus Dunham (en), aurait supprimé le cours légal de toute nouvelle pièce d'argent dans les transactions privées, de manière à éliminer l'argent comme moyen d'échange. La version amendée du projet de loi par Dunham se heurte toutefois à une forte opposition, tant de la part des partisans du bimétallisme, qui veulent voir la résolution no 271 adoptée sans modification, que de la part des membres du Congrès farouchement opposés à toute modification du statu quo. Finalement, le 15 février 1853, le projet de loi est adopté par la Chambre, exactement sous la même forme qu'il avait quitté le Sénat des mois plus tôt, et promulgué six jours plus tard.

### Dispositions
La loi sur les pièces de monnaie du 21 février 1853 réduit le poids (c'est-à-dire la teneur en argent) de toutes les pièces en argent, à l'exception du dollar, d'environ 7 %. La loi fixe également le cours légal de l'argent aux transactions d'une valeur maximale de cinq dollars. Elle autorise la Monnaie américaine à acheter des lingots d'argent en utilisant le fonds d'investissement de la Monnaie pour créer les nouvelles pièces, et à ne vendre les pièces d'argent au public qu'en échange d'or. Enfin, la loi interdit aux déposants privés de faire frapper leurs lingots en dénominations de cinq cents, de dix cents, de quart de dollar et de demi-dollar,.
La pièce d'un dollar en argent, qui n'est pas touchée par cette modification, est théorisé comme étant la manière dont la commission des finances du Sénat signale que le Congrès maintient toujours une norme bimétallique de jure, même si la loi s'oppose aux conceptions traditionnelles de l'argent comme monnaie.

## Conception de nouvelles pièces

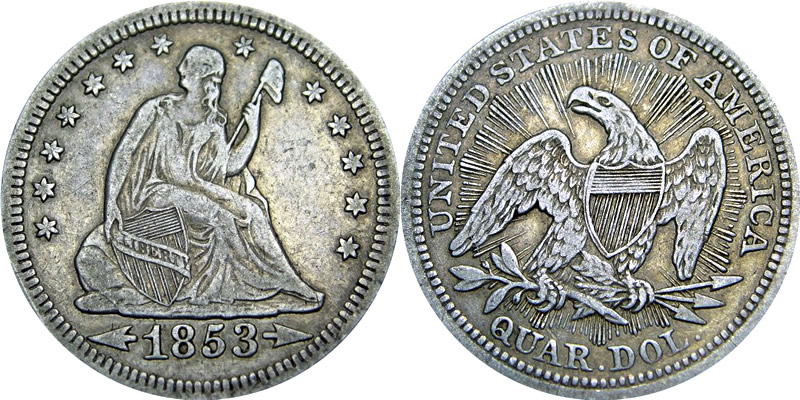
Pièce d'un quart de dollar Seated Liberty de 1853

Les responsables de la Monnaie décident que les nouvelles pièces de faible poids doivent porter des marques distinctes pour les distinguer des anciennes pièces de plein poids. Mais la nécessité de frapper le plus grand nombre de nouvelles pièces le plus rapidement possible, pour répondre à la demande, à la suite de la pénurie de pièces d'argent, conduit les responsables à décider de simplement estampiller des flèches de chaque côté de la date sur la pièce et d'ajouter un halo de rayons au revers du quart et du demi-dollar. Cela pose des problèmes, car les rayons compliquent et ralentissent la production de matrices à un degré inacceptable. Les rayons sont retirés avant la fin de 1853, bien que les flèches soient conservées sur les nouvelles pièces pendant plusieurs années encore.

## Conséquences
La controverse naît de la mauvaise administration de la loi par les fonctionnaires de la Monnaie. La loi n'autorise la Monnaie à acheter des lingots d'argent qu'à partir du fonds d'investissement de la Monnaie pour créer les nouvelles pièces. Cependant, le directeur de la Monnaie, James Ross Snowden, achète des lingots d'argent à des propriétaires privés en utilisant les nouvelles pièces d'argent, dont le poids est insuffisant. Même lorsque le prix du marché de l'argent en lingot chute, Snowden continue cette pratique et permet effectivement la frappe gratuite de pièces d'argent, car la loi a négligé de fixer un plafond à la quantité de lingots que la Monnaie peut acheter. Comme les pièces d'argent ont une limite de 5 dollars, les pièces d'argent légères sont surabondantes sur le marché à la fin des années 1850. Le secrétaire au Trésor James Guthrie suspend brièvement la frappe de pièces de 25 cents et de 50 cents en raison de l'excédent, mais n'enquête jamais sur la politique de la Monnaie responsable de la création de l'offre excédentaire. La redondance de l'argent du pays dure jusqu'en 1862, lorsque le début de la guerre civile fait disparaître les pièces de monnaie de la circulation.
En fin de compte, la loi atteint son objectif et remédie à la pénurie d'argent de la nation. En réduisant l'argent, la petite monnaie atteint un niveau qui lui permet de circuler à nouveau dans les transactions privées. La sortie nette d'argent ralentit car les nouvelles pièces ne valent plus leur poids en argent, et valent plus pour leur valeur nominale aux États-Unis que comme lingots à l'étranger.